# Patrik Klačan
Patrik Klačan (* 10. November 1997) ist ein slowakischer Fußballspieler.

## Karriere
Klačan begann seine Karriere beim FK Dukla Banská Bystrica. Sein Debüt für die Profis gab er im April 2015 im Rückspiel des Cup-Halbfinales gegen den FK AS Trenčín. Nachdem Dukla in die DOXXbet liga abgestiegen war, wechselte er im Sommer 2015 zum Erstligisten FC Zlaté Moravce. Sein Debüt in der höchsten slowakischen Spielklasse gab er im August 2015, wieder gegen den FK AS Trenčín. Es blieb jedoch sein einziger Einsatz in der Saison 2015/16.
Zur Saison 2016/17 wechselte Klačan zum österreichischen Zweitligisten Kapfenberger SV. Zum Jahresende verließ er die Kapfenberger wieder.